# Guido Strazza

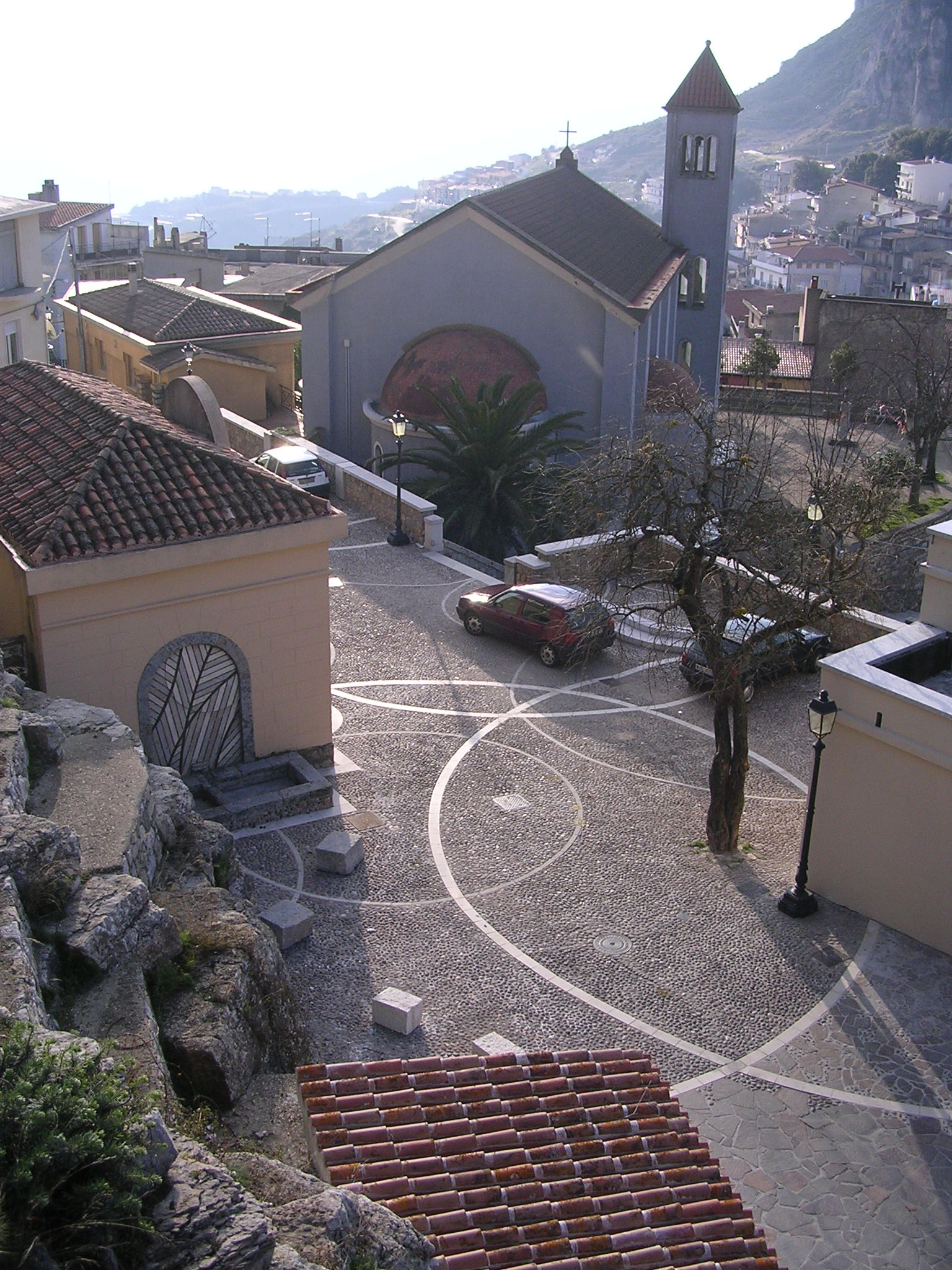
Lavatoio Comunale di Ulassai visto dall'alto, con opera e pavimentazione esterna progettata da Guido Strazza

Guido Strazza (Santa Fiora, 21 dicembre 1922) è un artista italiano.

## Biografia
Nasce a Santa Fiora dove trascorre tutta l'infanzia e la giovinezza, appassionato di ingegneria si iscrive all'Università di Roma, ma già dall'età di vent'anni nel 1942 entra nel circolo dei Futuristi italiani ed espone lo stesso anno in diverse mostre di aeropittura con l'artista suo amico Filippo Tommaso Marinetti.
Conseguirà la laurea in Ingegneria ma nel 1948 decide di lasciare tale professione per dedicarsi interamente alla pittura. Le sue prossime tappe sono: Brasile, Cile, Perù; dove lavora ed espone alla Biennale di San Paolo del 1951 e del 1953. Per diverso tempo si troverà a Lima dove insieme ad altri artisti e architetti collabora per la ricostruzione di Callao gravemente distrutta dal terremoto.
Nel 1954 decide di tornare in Italia presso Milano e Venezia e da questo momento avrà inizio un periodo di grande fermento creativo, coi primi "Racconti segnici su pitture in rotolo" esposti in una personale negli spazi del Museo Ludwig di Colonia, o come i vari "Paesaggi Olandesi esposti poi al Stedelijk Museum ad Amsterdam.
Nel 1960 vince un premio acquisto all'ottava edizione del Premio Spoleto. Nel 1964 andrà a Roma dove inizia a frequentare l'ambiente dell'Istituto nazionale per la grafica e inizia ad approfondire il mondo dell'incisione, portandolo ad esporre, alcuni anni dopo, in una prestigiosa mostra personale alla Biennale di Venezia del 1968.
Gli anni Settanta saranno abbastanza proficui poiché verrà nominato Direttore della "Calcografia Nazionale" e pubblicherà un libro di gruppo: "Il Gesto e il segno". A questo si aggiungono i vari cicli di pitture e di incisioni tra i quali si menzionano: "Trama Quadrangolare" esposti al Palazzo Reale di Milano. Negli anni ottanta invece si menzionano il ciclo dei "Segni di Roma" e dei "Cosmati" questi ultimi presentati nuovamente alla Biennale di Venezia del 1984 e nel 1988 riceve il prestigioso Premio Feltrinelli dalla Accademia Nazionale dei Lincei; è di questi anni la collaborazione con l'artista sarda Maria Lai col la quale realizza il Lavatoio Comunale di Ulassai.
Nel 1999 farà una mostra antologica di Pitture dal 1944 al 1999 presso gli spazi del Palazzo Sarcinelli, a Conegliano.
Agli inizi del Duemila è considerato tra i più importanti "Maestri di Grafica" italiani e partecipa alla mostra "Novecento" presso le Scuderie del Palazzo del Quirinale e nel 2002 riceve in Campidoglio il Premio "Cultori di Roma".
Nel 2003 gli verrà nuovamente assegnato dall'Accademia dei Lincei il Premio Feltrinelli per l'Incisione, e nel 2007 farà un'altra importante personale presso gli spazi del Museo di Arte Contemporanea Stazione dell'arte.
Nel 2008 il Museo della Grafica di Palazzo Lanfranchi di Pisa gli ha dedicato una grande mostra antologica per i suoi cinquanta anni di attività artistica.
È membro della Accademia reale fiamminga del Belgio per le scienze e le arti, Bruxelles e dell'Istituto Nazionale di Studi Romani.
Dal 1997 è membro dell'Accademia Nazionale di San Luca, della quale è stato Consigliere Accademico e Presidente nel biennio 2011-2012.
Nel 2014 gli è stato conferito il prestigioso Premio De Sica per le arti visive.
Nel 2015 è stato insignito dal Comune di Santa Fiora, suo paese natale, dell'onorificenza civica Provisino d'oro.
Nel 2017 la Galleria Nazionale d'Arte Moderna di Roma gli dedica una grande mostra antologica, a cura di Giuseppe Appella.

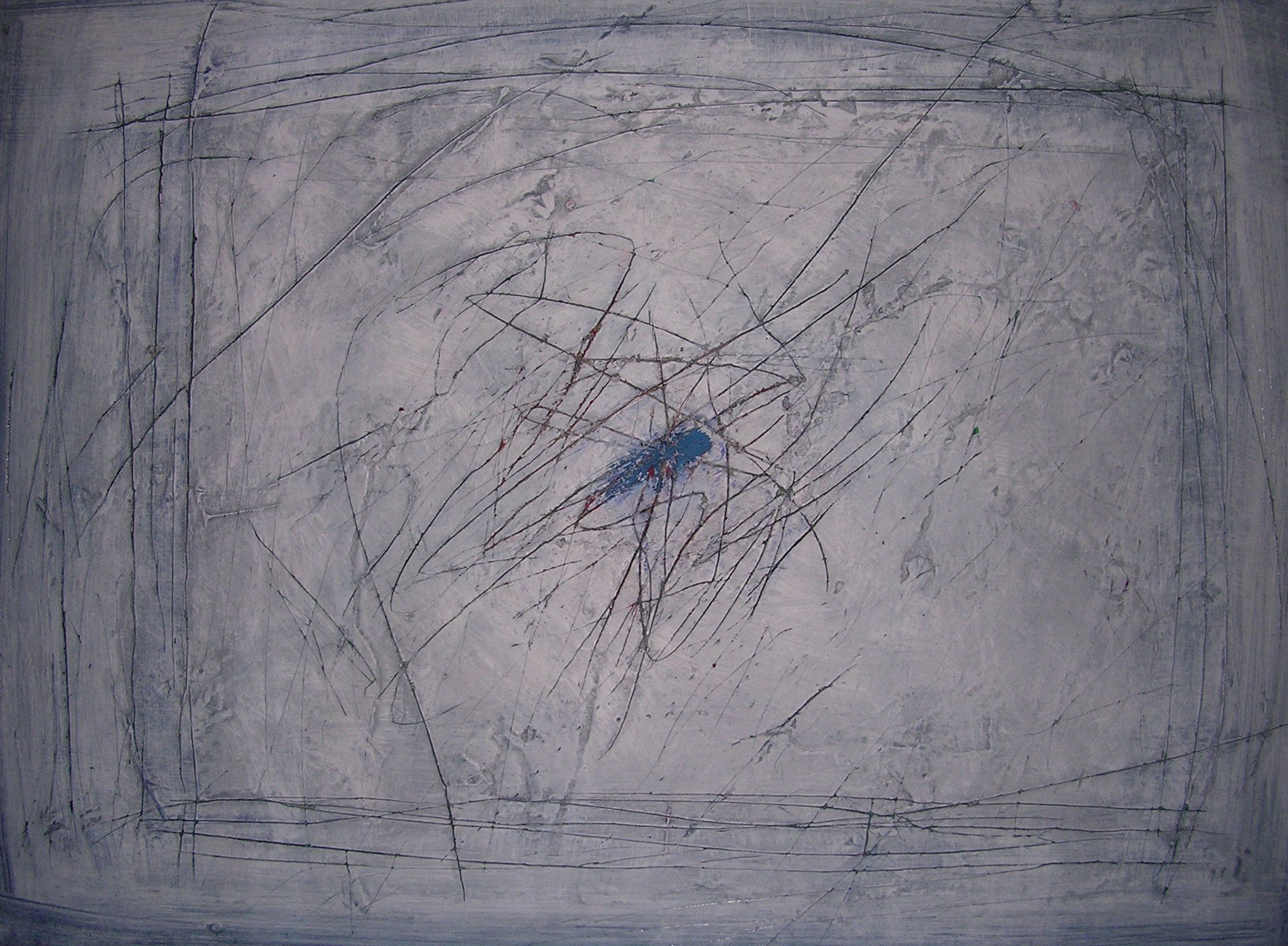
Centro blu, Opera di Guido Strazza appartenente alla Collezione del Museo Stazione dell'arte di Ulassai

Vive a Roma.

## Cattedre
- Istituto nazionale per la grafica
- Accademia di belle arti dell'Aquila
- Wesleyan University Conn. U.S.A
- Università degli Studi di Siena
- Accademia di belle arti di Roma

## Membro
- Istituto nazionale di studi romani
- Accademia nazionale di San Luca

## Riconoscimenti
Nel 2006 viene eletto Cittadino onorario del paese di Ulassai in Ogliastra.
Il 24 gennaio 2015 viene insignito del Provisino d'oro, massimo riconoscimento del comune di Santa Fiora.